# Phương trình Goff–Gratch
Phương trình Goff–Gratch là một (và được cho là có thể tin cậy đầu tiên trong lịch sử) trong số nhiều tương quan thực nghiệm được đề xuất để ước tính áp suất hơi nước bão hòa ở một nhiệt độ nào đó.
Phương trình tương tự khác dựa trên các dữ liệu gần đây hơn là phương trình Arden Buck.

## Lưu ý lịch sử
Phương trình này được đặt tên theo các tác giả của bài báo khoa học gốc đã mô tả cách thức tính toán áp suất hơi nước bão hòa trên một bề mặt nước phẳng và tự do như là một hàm số của nhiệt độ (Goff and Gratch, 1946). Sau đó, Goff (1957) sửa đổi công thức của ông và công thức đó được Tổ chức Khí tượng Thế giới khuyến cáo sử dụng vào năm 1988, với các hiệu chỉnh kế tiếp vào năm 2000.
Tuy nhiên, phiên bản 2015 của Quy định Kỹ thuật của WMO (WMO-Số 49) thông báo tại Quyển 1, Phần III, Đoạn 1.2.1 rằng bất kỳ công thức hay hằng số nào đưa ra tại Hướng dẫn về Dụng cụ và Phương pháp quan sát Khí tượng (Guide to Meteorological Instruments and Methods of Observation) nghĩa là CIMO-Guide (WMO-Số 8) sẽ được sử dụng, và tài liệu này chỉ chứa công thức Magnus đơn giản hơn nhiều (Phụ lục 4.B. – Công thức tính toán đo đạc độ ẩm / Annex 4.B – Formulae for the computation of measures of humidity). Liên quan tới đo đạc độ ẩm của tầng trên khí quyển, ấn bản này cũng ghi (tại Đoạn 12.5.1):
Độ bão hòa liên quan đến nước không thể đo đạc ở nhiệt độ quá thấp dưới –50 °C, vì thế các nhà sản xuất nên sử dụng một trong các biểu thức sau để tính toán áp suất hơi bão hòa liên quan tới nước ở các nhiệt độ thấp nhất – Wexler (1976, 1977), được thông báo trong Flatau et al. (1992)., Hyland & Wexler (1983) hay Sonntag (1994) – và không phải phương trình Goff-Gratch được khuyến cáo trong các ấn bản sớm hơn của WMO.

## Tương quan thực nghiệm
Tương quan thực nghiệm gốc của Goff–Gratch (1946) là như sau:
| {\displaystyle \log \ e^{*}\ =} | {\displaystyle -7,90298\times (T_{\mathrm {st} }/T-1)\ +\ 5,02808\ \times \log(T_{\mathrm {st} }/T)}                    |
|                                 | {\displaystyle -\ 1,3816\times 10^{-7}\times (10^{11,344(1-T/T_{\mathrm {st} })}-1)}                                    |
|                                 | {\displaystyle +\ 8,1328\times 10^{-3}\times (10^{-3,49149(T_{\mathrm {st} }/T-1)}-1)\ +\ \log \ e_{\mathrm {st} }^{*}} |
trong đó:
log là logarit cơ số 10.
e* là áp suất hơi nước bão hòa, tính bằng hPa.
T là nhiệt độ không khí tuyệt đối, tính bằng K.
Tst là nhiệt độ điểm bốc hơi (nghĩa là điểm sôi ở 1 atm), bằng 373,15 K.
e*st là e* ở áp suất điểm bốc hơi, bằng 1 atm hay 1.013,25 hPa.
Tương tự, tương quan đối với áp suất hơi nước bão hòa trên băng là:
| {\displaystyle \log \ e_{i}^{*}\ =} | {\displaystyle -9,09718\times (T_{0}/T-1)\ -\ 3,56654\ \times \log(T_{0}/T)} |
|                                     | {\displaystyle +\ 0,876793\times (1-T/T_{0})+\ \log \ e_{i0}^{*}}            |
trong đó:
log là logarit cơ số 10.
e*i là áp suất hơi nước bão hòa trên băng, tính bằng hPa.
T là nhiệt độ không khí, tính bằng K.
T0 là nhiệt độ điểm băng (chính xác là điểm ba trạng thái), bằng 273,16 K.
e*i0 là e* ở áp suất điểm băng, bằng 6,1173 hPa.